# 소송상 합의
법률에서 합의(settlement)는 소송 당사자 간에 법원 소송이 시작되기 전이나 시작된 후에 도달하는 법적 사건에 대한 해결이다. 집단 합의는 여러 유사한 법적 사건의 합의이다. 이 용어는 법적 맥락에서 다른 의미도 갖는다. 구조적 합의는 일회성 현금 지급 대신 미래의 정기적 지급을 제공한다.

## 근거
합의는 당사자 간의 분쟁을 다루는 것뿐만 아니라, 당사자 간의 계약이며, 민사 절차에서 당사자들이 서로 소송을 제기하거나 그렇게 하려고 생각할 때 가능한 (그리고 흔한) 결과 중 하나이다. 소송에서 확인된 원고와 피고는 재판 없이 서로 간의 분쟁을 종결할 수 있다.
계약은 당사자가 소송을 제기할 능력(이미 소송을 제기하지 않았다면) 또는 청구를 계속할 능력(원고가 소송을 제기했다면)을 포기하는 대신 합의서에 명시된 확실성을 얻는다는 거래에 기반한다. 법원은 합의를 강제한다. 위반되면, 불이행 당사자는 해당 계약 위반으로 소송을 당할 수 있다. 일부 관할권에서는 불이행 당사자가 원래 소송이 복원될 수도 있다.
소송의 합의는 당사자의 법적 요구 사항을 정의하며, 종종 당사자 간의 공동 합의 후 법원 명령으로 발효된다. 다른 상황(예: 특정 금액의 지불로 청구가 만족된 경우)에서는 원고와 피고는 사건이 기각되었음을 단순히 통지할 수 있다.
대부분의 사건은 합의에 의해 결정된다. 양측은 (상대적인 금전적 자원에 관계없이) 특히 배심원 재판이 가능한 경우, 재판과 관련된 비용(법률 자문료, 전문가 증인 찾기 등), 시간 및 스트레스를 피하기 위해 합의하는 데 강력한 동기를 갖는 경우가 많다. 일반적으로 한쪽 또는 다른 쪽은 소송 초기 단계에서 합의 제안을 한다. 당사자는 합의에 도달하기 위해 합의 회의를 개최할 수 있으며 (실제로 법원이 요구할 수도 있다).
논란이 되는 사건에서는 합의서에 양측이 내용 및 사건과 관련된 모든 정보를 비밀로 유지하거나, 당사자 중 한쪽(대개 소송을 당한 쪽)이 합의에 동의함으로써 근본적인 문제에 대해 어떠한 과실이나 잘못도 인정하지 않는다는 내용이 포함될 수 있다.
"글로벌 합의"는 여러 관할권에서 소송이 제기되거나 혐의가 제기된 경우에 사용되는 것으로, "기업 또는 기타 대형 주체에 대한 민사 청구와 형사 혐의를 모두 다루거나 타협하는 법적 합의"로 정의된다. 글로벌 합의의 예로는 1999년 46개 미국 주 법무장관과 4대 미국 담배 회사 간의 담배 마스터 합의 계약이 있다. 또 다른 예로는 글로벌 애널리스트 리서치 합의 내에서 찾아볼 수 있다.

## 특정 관할권

### 미국
일반적으로 소송은 합의로 끝나는 경우가 많으며, 경험적 분석에 따르면 사건의 2% 미만이 재판으로 종료되고, 불법행위의 90%가 합의되며, 기타 민사 사건의 약 50%가 합의된다. 미국 법에서는 합의 계약이 일반적으로 법원 명령이 아니라 사적인 계약이며, 동의 판결은 미국에서 비교적 드물다.

#### 기밀 유지
대부분의 합의는 기밀로 유지된다. 이 경우 법원 명령은 공개되지 않는 다른 문서를 참조할 수 있지만, 합의 위반을 증명하기 위해 공개될 수 있다. 미국에서 집단 소송 사건에서는 기밀 유지가 불가능하다. 모든 합의는 연방민사소송규칙 제23조 및 대부분의 주에서 채택된 해당 규칙에 따라 법원의 승인을 받아야 한다.
일부 경우, 증거개시 절차에서 기밀 합의서가 요청된다. 연방 법원은 공개를 막는 보호 명령을 내릴 수 있지만, 공개를 막으려는 당사자는 공개로 인해 피해나 손해가 발생할 것임을 증명해야 한다. 그러나 캘리포니아와 같은 특정 주에서는 기밀 합의서 공개를 요구하는 당사자에게 입증 책임이 있다.

#### 제한
합의의 기밀 유지 문제는 가톨릭 성적 학대 스캔들에서 발생한 바와 같이, 손해를 입히는 행동을 비밀로 유지할 수 있게 하여 논란이 된다. 이에 대한 대응으로 일부 주는 기밀 유지를 제한하는 법률을 통과시켰다. 예를 들어, 1990년 플로리다는 공공 위험을 은폐하는 기밀 유지를 제한하는 '소송 공개' 법률을 통과시켰다. 워싱턴 주, 텍사스, 아칸소, 루이지애나도 기밀 유지를 제한하는 법률을 가지고 있지만, 사법부의 해석으로 인해 이러한 유형의 법률 적용이 약화되었다. 미국 의회에서는 유사한 연방 소송 공개법이 2009년, 2011년, 2014년, 2015년에 제안되었지만 통과되지 않았다. 규제 위반에 대한 비밀을 규제 기관에게 숨기는 기밀 유지 계약은 시행 불가능할 수 있지만, 일반적으로 규제 기관에 대한 접근 권한을 명시적으로 부여하는 예외 조항은 포함되지 않는다.

### 잉글랜드 웨일스
잉글랜드 웨일스에서는 사건이 이미 법원에 계류 중인 경우, 청구가 전적으로 기각되고 원고가 피고의 비용을 지불하기로 동의하는 경우를 제외하고, 양 당사자의 법률 대리인이 서명하고 판사가 승인하는 동의 명령에 의해 처리된다.
위에서 언급한 기밀 유지 문제를 회피하기 위해 토믈린 명령으로 알려진 표준 절차 동의 명령이 체결된다. 명령 자체에는 청구가 정지되고 (명령 실행에 대한 분쟁을 법원에 회부하는 것은 허용됨) 법원에서 더 이상 조치를 취할 수 없다는 합의가 포함된다. 또한 명령은 비용 지불 및 법원에 보관된 금액이 있는 경우 해당 금액의 법원으로부터의 지급에 대해서도 다룬다 (이는 법원 명령으로 처리되어야 하는 문제이기 때문이다). 그러나 실제 합의 조건은 명령의 '별표'에 기록되어 기밀로 유지될 수 있다. 별표 위반은 계약 위반 또는 동의 명령 위반으로 처리될 수 있다.

### 이스라엘
보통법 관할권인 이스라엘에서는 합의가 거의 항상 법원에 제출되는데, 그 이유는 두 가지이다. (a) 합의를 법원에 제출함으로써 당사자는 법원이 한 명 이상의 당사자에게 비용을 지불하도록 명령할지 여부를 통제할 수 있고, (b) 원고(청구인)는 일반적으로 합의가 판결의 효과를 갖는 것을 선호하기 때문이다.

## 같이 보기
- 강제
- 머리부터 들이밀기 기법
- 피어링거 해제
- 플리 바겐
- 기습 소송